# Pangua (kanton)
Pangua – kanton w Ekwadorze, w prowincji Cotopaxi. Stolicą kantonu jest El Corazón.